# Cheile Globului
Cheile Globului alcătuiesc o arie protejată de interes național ce corespunde categoriei a IV-a IUCN (rezervație naturală de tip mixt), situată în Banat, pe teritoriul județului Caraș-Severin.

## Localizare
Aria naturală se află în sud-estul județului Caraș-Severin, pe teritoriul administrativ al comunei Iablanița, în partea vestică a satului Globu Craiovei și este străbătută de apele văii Craiova.

## Descriere
Rezervația naturală a fost declarată arie protejată prin Legea Nr.5 din 6 martie 2000 (privind aprobarea Planului de amenajare a teritoriului național - Secțiunea a III-a - zone protejate) și este întinsă pe o suprafață de 225 ha. Aceasta reprezintă o zonă colinară de deal, cu cheiuri, stâncării, abrupturi calcaroase, grohotișuri, pajiști și tufărișuri. 

## Biodiversitate
Rezervația naturală fost înființată în scopul protejării biodiversității și menținerii într-o stare de conservare favorabilă a florei și faunei sălbatice aflate în sud-vestul țării, în Dealurile Banatului.
Flora lemnoasă are în componență arbori și arbusti cu specii de:  cărpiniță (Carpinus orientalis), mojdrean (Fraxinus ornus), sânger (Cornus sanguinea), alun (Corylus avellana), corn (Cornus mas).  
La nivelul ierburilor vegetează mai multe specii floristice; printre care: păiușul-de-livadă (Festuca pratensis), iarba vântului (Nardus stricta), firuță (Poa pratensis), crețușcă (Filipendula ulmaria), golomăț (Dactylis glomerata), etc.

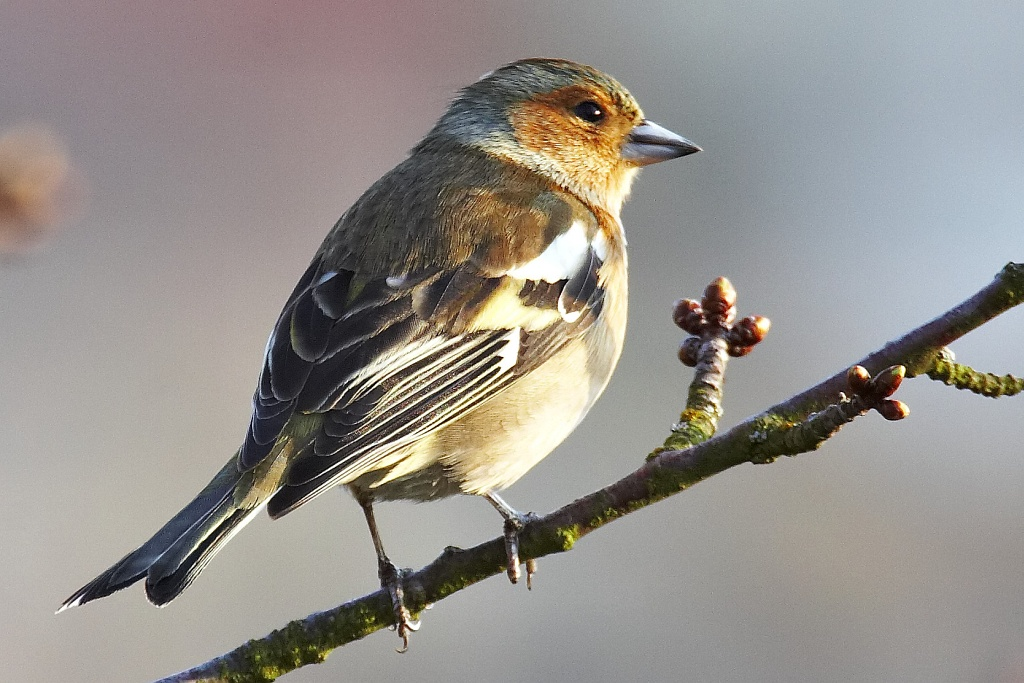
Cinteză (Frigilla coelebs)

Fauna este reprezentată de o gamă diversă de specii; dintre care unele protejate la nivel european sau aflate pe lista roșie a IUCN.
Specii de mamifere: cerb (Cervus elaphus), căprioară (Capreolus capreolus), mistreț (Sus scrofa), nevăstuică (Mustela nivalis), jder (Martes martes), pisică sălbatică (Felis silvestris), veveriță (Sciurus carolinensis), iepure de câmp (Lepus europaeus)
Păsări: ciocănitoarea de grădină (Dendrocopos syriacus), pițigoi (Parus major), cuc (Cuculus canorus), bufniță (Bubo bubo), cinteză (Fringilla coelebs), ciuf de pădure (Asio otus), mierlă neagră (Turdus merula), pietrar bănățean (Oenanthe hispanica); 
Reptile: șarpele de alun (Coronella austriaca), șarpele de apă (Natrix tessellata), șarpele de casă (Natrix natrix), șopârla de pădure (Lacerta praticola), șopârla de ziduri (Podarcis muralis), șopârla de camp (Podarcis taurica).

## Căi de acces
- Drumul național DN57B - Băile Herculane - Globu Craiovei

## Monumente și atracții turistice
În vecinătatea ariei naturale se află câteva obiective de interes istoric, cultural și turistic; astfel:
- Biserica de lemn „Sfântul Nicolae” din satul Globu Craiovei, construcție 1836, monument istoric.
- Biserica „Sfântul Ioan Botezătorul” din satul Iablanița, construcție 1825, monument istoric.
- Arii protejate: Locul fosilifer de la Globu Craiovei, Ravena Crouri.